# Філіппово (Сафоновський район)
Філіппово (рос. Филиппово) — присілок Сафоновського району Смоленської області Росії. Входить до складу Пушкінського сільського поселення.
Населення — 9 осіб (2007 рік). 